# Grete Waitz
Grete Waitz, född Andersen den 1 oktober 1953 i Oslo, död 19 april 2011 i Oslo, var en norsk friidrottare, terränglöpare och förgrundsgestalt för kvinnor på de längre distanserna. Hon vann New York Maraton nio gånger och var världsrekordhållare på 3000 meter.

## Biografi
Enligt NRK:s dokumentär Et løp for livet  växte Grete Waitz upp i Keyserløkka, Oslo med två löpande äldre bröder. När hon bestämde sig för att satsa på friidrotten var det inte alla klubbar som tog emot kvinnor. Klubben Tjalve nekade henne, så hon fick gå till klubben Vidar istället. Där träffade hon också senare sin blivande man och ständige träningskompanjon Jack Waitz. 
Efter karriären arbetade Waitz som tränare men även med välgörenhetsarbete, exempelvis för IOK.
Grete Waitz sprang sitt sista maraton 1992 med sin vän och tillika grundaren av New York Maraton, Fred Lebow. Han hade blivit diagnostiserad med hjärncancer två år tidigare och gett sig den på att springa sitt eget lopp en gång innan han dog. Han tog sig igenom med hennes hjälp på 5:32:34.
2005 blev Waitz själv diagnostiserad med cancer. 2007 startade hon organisationen Aktiv Mot Kreft (Aktiv Mot Cancer).
Efter sin död 2011 hedrades hon, som andra idrottsutövaren i Norge, med en statsbegravning.

## Resultat
Waitz började sin karriär som banlöpare. Hon satte världsrekord på 3 000 meter två gånger, deltog i OS i München 1972 och tog två EM-brons. 1983 tog hon det första VM-guldet någonsin, då damernas maraton var första gren i det första världsmästerskapet i Helsingfors. Året därpå blev hon silvermedaljör vid olympiska sommarspelen i Los Angeles. Hon sänkte världsrekordet för maraton med sammanlagt nio minuter. Hennes personbästa från 1986 var 2.24.54. Waitz blev kanske mest känd för sina nio segrar i New York Marathon. Hon vann också London Marathon två gånger och tog guld vid VM i terränglöpning fem gånger.

### Personbästa
| Gren        | Tid     | Plats         | Datum      |
| ----------- | ------- | ------------- | ---------- |
| 1 500 meter | 4:00:55 | Prag          | 1978-09-03 |
| Engelsk mil | 4:26:90 | Gateshead     | 1978-07-09 |
| 3 000 meter | 8:31:75 | Bislett, Oslo | 1979-07-17 |
| 15 km       | 47:52   | Tampa, FL     | 1984-02-11 |
| Maraton     | 2:24:54 | London        | 1986-04-20 |

## Utmärkelser
- Den Kongelige Norske St. Olavs Orden, av graden Riddare av 1:a klass, mottog Waitz 2008. För sin betydelse som förebild inom idrotten och sitt aktiva arbete mot cancer.[20][19]
- Norska sportjournalisternas statyett tilldelades hon fyra gånger;[21]
  - 1983 för VM-guld i maraton
  - 1979 för VM-guld terränglöpning
  - 1977 för segern i v-cupfinal 3000m
  - 1975 för världsrekord på 3000m
- För sina insatser i OS 1984 fick hon Fearnleys olympiske ærespris.[22]
- Waitz står staty utanför Bislett stadion i Oslo.[23]